# Zentrales Verzeichnis Digitalisierter Drucke
Das Zentrale Verzeichnis Digitalisierter Drucke (zvdd) weist digitalisierte deutsche Druckwerke nach, die über das Internet frei verfügbar sind. Ziel ist, grundsätzlich alle vollständig digitalisierten deutschen Druckwerke nachzuweisen, die frei über das Internet zur Verfügung stehen und einem minimalen wissenschaftlichen Qualitätsstandard genügen.

## Geschichte
Das Zentrale Verzeichnis Digitalisierter Drucke ist ein im April 2005 gestartetes und bis zunächst 2010 von der Deutschen Forschungsgemeinschaft (DFG) gefördertes Projekt. Projektpartner sind die AG Sammlung Deutscher Drucke und die Verbundzentralen des GBV und HBZ. Der technische Aufbau des zvdd ermöglicht eine Suche, die nicht über eine verteilte Abfrage der einzelnen Digitalisierungsprojekte mittels Metasuchmaschine, sondern über einen eigenen zentralen, über OAI zusammengeführten Datenpool erfolgt, was schnellere Antwortzeiten und erweiterte Suchmöglichkeiten, wie z. B. das nachträgliche Einschränken des Suchergebnisses (Facettierung) erlaubt. Auf neuer technischer Grundlage wiederum mit Unterstützung der DFG (2012–2014) wird das aktuelle Verzeichnis von der Niedersächsischen Staats- und Universitätsbibliothek Göttingen (SUB) gepflegt. Es wird in enger Zusammenarbeit mit der SDD und der Deutschen Digitalen Bibliothek weiterentwickelt, für welche die SUB als Branchenvertreter und Fachstelle berät und zuarbeitet.
In Absprache mit der DFG wird das Zentrale Verzeichnis Digitalisierter Drucke ab Anfang 2024 nicht mehr angeboten werden.

## Inhalte
Das Zentrale Verzeichnis Digitalisierter Drucke ist das Nachweisportal für in Deutschland erstellte Digitalisate von Druckwerken vom 15. Jahrhundert bis heute. Verschiedene Arten von Druckwerken sind dabei eingeschlossen: Zeitungen, Zeitschriften, Musikdrucke oder „Kleinschrifttum“ wie Einblattdrucke oder Flugblätter ebenso wie Monographien oder Reihen. Das Portal konzentriert sich auf Digitalisierungsprojekte im Sinne digitaler Sammlungen oder digitaler Bibliotheken vor allem öffentlicher Einrichtungen und nicht auf den Nachweis von vereinzelt erstellten digitalen Reproduktionen.

## Recherche
Recherchiert wird in der Regel allen verfügbaren Metadaten und Volltexten einer Publikation. So sind nicht nur wie in Bibliothekskatalogen die Titelaufnahmen durchsuchbar, sondern ebenso Überschriften, Verfasser usw. von Kapiteln, Aufsätzen und dergleichen. Auch die Volltexte der digitalisierten Werke sind in zvdd recherchierbar, sofern sie vorhanden sind.
Mittels eines Online-Formulars können weitere Sammlungen in das zvdd-Portal eingebracht werden. Die Abfrage erfolgt mittels OAI2-Schnittstelle, die das zvdd-METS Format liefern kann.
Das Portal ist auch im Karlsruher Virtuellen Katalog (KVK) abfragbar.

## Videos
- Kooperativer Aufbau eines nationalen Portals zum Zentralen Verzeichnis Digitalisierter Drucke (zvdd), Patrick Sahle, Silke Schomburg, 2006